# Christoph von Braunschweig-Wolfenbüttel
Christoph von Braunschweig-Wolfenbüttel der Verschwender (* 1487; † 22. Januar 1558 in Tangermünde) war ein Prinz aus dem Haus der Welfen und ab 11. Juli 1502 Bischof von Verden sowie seit 1511 auch Erzbischof von Bremen.

## Biografie
Herkunft: Christoph war ein Sohn des Heinrich I. von Braunschweig-Lüneburg. Im Jahr 1495 dankte sein Großvater Wilhelm II. von Braunschweig-Calenberg-Göttingen ab und durch Erbteilung bekam sein Vater, einer von zwei parallelen Herzögen von Braunschweig-Lüneburg, als Landesteil des Herzogtums das Fürstentum Braunschweig-Wolfenbüttel. Damit entstand auch die Welfenlinie Braunschweig-Wolfenbüttel, die das Fürstentum bis 1634 regierte.
Sein Vater half dem Erzbischof von Bremen, Johann Rode von Wale. Dafür nahm dieser den 13-jährigen Christoph gegen 1500 zum Koadjutor. 1511 wurde er Erzbischof von Bremen. Wahrscheinlich hatte der Bürgermeister von Stade, Claus von der Decken, ihm die gegenüber seinem Vorgänger aufsässige Ritterschaft willfährig gemacht. Dieser half ihm auch mit großen Vorschüssen. 1515 plünderte er das Kloster Osterholz. 1535 ließ er den ehemaligen Lübecker Bürgermeister Jürgen Wullenwever gefangen nehmen und zwei Jahre später hinrichten. Erzbischof Johann hatte die waldreichen Wingstberge westlich der Oste erworben, die nun dessen Neffe, der Ritter Johann Rode besaß. Christoph versuchte, unter dem Vorwand, dass diese Kirchgut seien, sie seinem eigenen Sohn Karsten Hillen zuzuwenden. Dies führte 1544 zur Rodeschen Fehde, unter anderem mit Georg von Holle, bei der die Bistümer Bremen und Verden verwüstet wurden.
Er war verschwenderisch und zügellos. Weil er geliehenes Geld nicht zurückzahlen wollte, wurde Anfang 1545 sein Kloster Harsefeld überfallen.